# Quinceañera

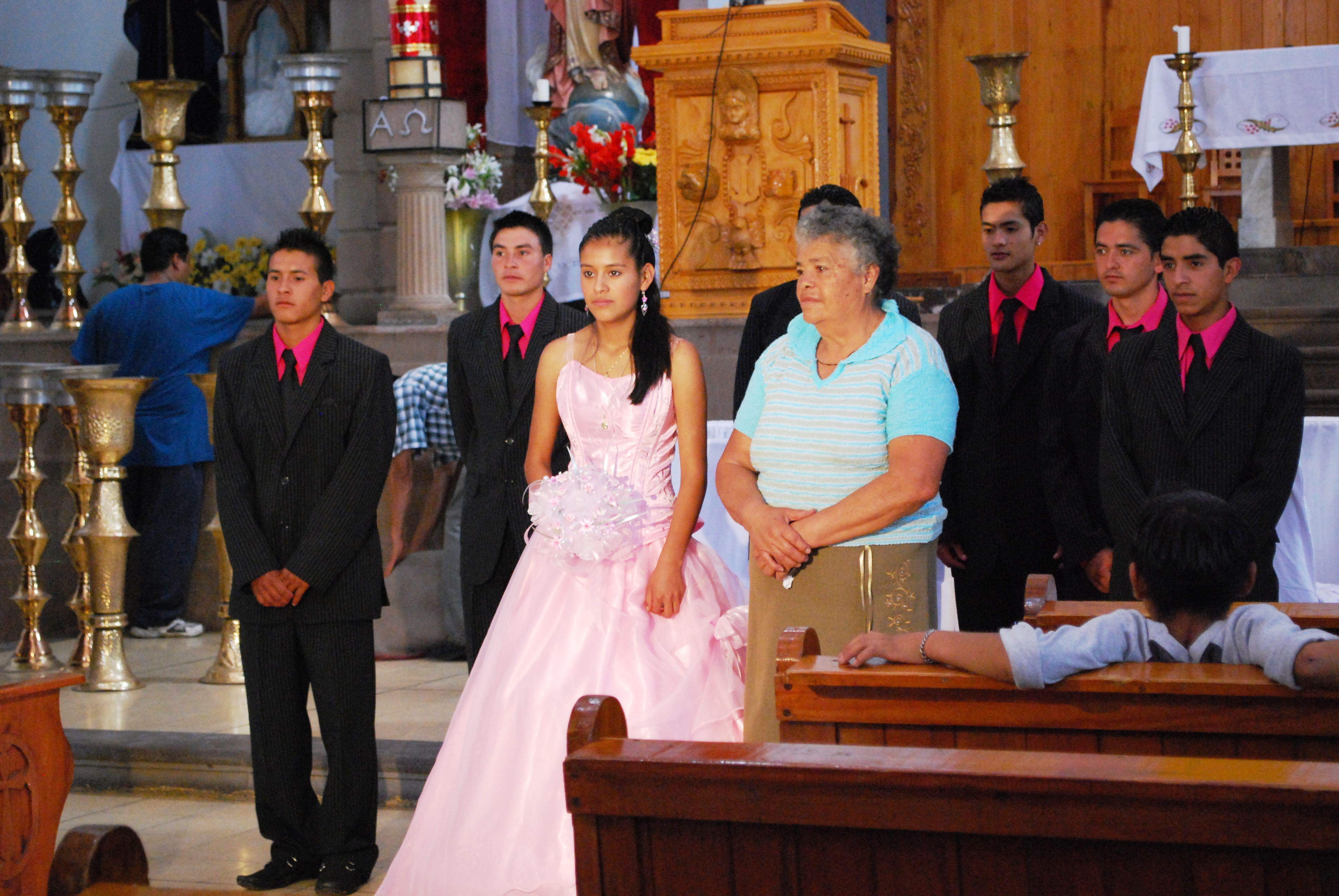
Celebrazione di una Quinceañera in Messico

La festa dei quindici anni (in spagnolo Quinceañera) è un rito di passaggio di origine latinoamericana. Si tratta della celebrazione dei quindici anni di età di una ragazza, ricorrenza che assume in America Latina una connotazione ben più solenne dei precedenti compleanni.
Essa sottolinea il passaggio biologico alla maturità sessuale della celebrata (essendo generalmente sopraggiunta la pubertà entro il compimento del quindicesimo anno) o, culturalmente, quello dall'infanzia all'adolescenza. In alcune culture, come quella dominicana, per esempio, la ricorrenza sottolinea l'ingresso in società della giovane donna, tanto da essere definita ballo delle debuttanti (in spagnolo baile de debutantes).

## Argentina e Uruguay
In Argentina e Uruguay la festa comincia con l'arrivo della quinceañera, normalmente accompagnata a braccetto dal padre. Comincia quindi la cerimonia del ballo, nel quale la ragazza balla con tutti i suoi amici e parenti maschi.
Normalmente il ballo si divide in sessioni, fra i quali vengono serviti piatti.
L'organizzazione più frequente è:
1. Entrata, che solitamente è accompagnato da canzoni lente
2. Valzer
3. Prima sessione di ballo
4. Antipasto
5. Seconda sessione di ballo
6. Piatto principale
7. Cerimonia delle 15 candele
8. Nastri
9. Terza sessione di ballo
10. Dessert
11. Carnevale Carioca
12. Colazione o pizza con birra

### La cerimonia delle 15 candele
Si tratta della consegna, da parte della festeggiata, di quindici candele alle persone che considera più importanti nello sviluppo di questi quindici anni (che esprimono un desiderio) ed è solitamente accompagnata da un discorso, generalmente dedicato ad ognuna delle persone a cui dà questo "premio".

## Cuba
A Cuba la festa può includere una danza coreografica di gruppo, nella quale 16 coppie ballano attorno alla quinceañera, la quale è condotta da uno dei ballerini principali, un ragazzo di sua scelta o il suo fidanzato. La coreografia a volte include altri quattro o sei ballerini chiamati Escortes o accompagnatori, i quali hanno il permesso di ballare attorno a lei. Si tratta solitamente di ballerini inesperti la cui funzione è far risaltare la coppia centrale. Ai ballerini maschi è anche consentito di vestirsi con smoking di colori diversi.
Le celebrazioni del quindicesimo compleanno furono molto popolari a Cuba fino alla fine degli anni '70. Questo costume venne introdotto a Cuba in parte attraverso la Spagna, però la sua maggiore influenza era francese. Le famiglie ricche, che si potevano permettere di affittare sale da pranzo in club privati o hotel a 4 o 5 stelle, furono gli autentici precursori delle feste dei 15 anni, che chiamavano Quinces (in spagnolo "quindici"). Queste celebrazioni avvenivano abitualmente nella casa della ragazza o in quella, se più spaziosa, di qualche parente.
Benché questa è una tradizione che continua ad essere praticata oggigiorno in America Latina e nelle comunità ispaniche del Nord America, a volte si preferisce concentrarsi più che altro sui desideri della giovane (per esempio, viaggiare per il mondo). In alcune città ancora sopravvive il Ballo dei Debuttanti.
La quindicenne deve portare un lussuoso vestito e la madre le deve donare una corona in onore dei suoi quindici anni, il padre invece deve dare le sue prime scarpe con il tacco cambiando le ballerine per il tacco.

## Messico
Nella tradizione messicana, se la ragazza è cattolica, la festività comincia con una Messa di ringraziamento, alla quale essa partecipa con un vestito formale (normalmente rosa), all'incirca simile a un vestito da sposa, accompagnata dai suoi genitori, padrini, sette dame d'onore e sette "ciambellani". Dopo la messa le sorelle, le cugine e le amiche le danno i regali della festa e la ragazza lascia il suo bouquet all'altare della Madonna.
Alla messa segue una festa nella casa della festeggiata o in un banchetto di una sala da pranzo o in un luogo riservato per l'occasione. Nella festa lei balla una danza speciale con i suoi genitori e i parenti maschi. E anche le damigelle d'onore e i ciambellani ballano un valzer. In questo momento il fidanzato o promesso sposo della ragazza balla ciò che resta della danza con lei.

## Porto Rico
In Porto Rico si celebra una festa in grande: le famiglie benestanti la organizzano in hotel fastosi o club di società, mentre quelle povere nelle proprie abitazioni o in club popolari. Anche le fratellanze sono utilizzate per la celebrazioni di questo significante evento.
L'abito da quinceañera della giovane è bianco con merletti, ricami, pieghe, fili dorati o bordure, senza dimenticare la piccola corona di fiori che dopo viene cambiata da una tiara. Le si celebra la festa dove lei sfila con il suo partner (può essere un ragazzo di sua scelta o il suo fidanzato o un suo parente giovane) e includendo anche le 14 coppie (in generale devono essere tanto amici e/o parenti), le quali rappresentano le differenti tappe di vita della giovinetta cominciando con l'infanzia, rappresentata sempre da una coppia di bambini sfilanti; si fanno un'invocazione e un profilo della quindicenne e si passa quindi al cambio dalle scarpette alle scarpe dal tacco alto, fatto dal padre, il quale simboleggia il passaggio da ragazza a donna. La festeggiata balla con suo padre canzoni come Mi Niña Bonita e De Niña a Mujer, quest'ultima di Julio Iglesias. Gli invitati interrompono il ballo e poi si brinda, si mangia, si beve e si balla. Fra i generi che si ballano nella festa si incontrano reggaeton, salsa, merengue e altri. Durante i procedimenti dell'inizio della festa (la sfilata, il profilo, il cambio di scarpe ecc.) il sottofondo musicale è una musica soave e strumentale.
La ragazza fa un album di ricordi e colloca una foto di sé stessa nel salone di casa; inoltre, con l'avanzare della tecnologia, vengono fatte presentazioni in foto della festa, della ragazza e del profilo o in sistema computerizzato Powerpoint. Il profilo tende a essere presentato nella festa come parte del procedimento della stessa e con un sottofondo musicale.
Il ballo più utilizzato per le feste dei 15 anni a Porto Rico è la canzone Tiempo de Vals di Chayanne.
Si fanno anche carovane di auto dalla residenza della giovane alla chiesa (dove si celebra una messa in suo onore se è cattolica o un culto o una cerimonia religiosa se appartiene ad un'altra religione) e dalla chiesa al luogo di ricevimento della festa, dove la festeggiata va sempre nella prima auto con il partner (nella maggioranza dei casi si utilizza un'auto decappottabile o in alcuni casi delle limousine in cui man mano sfilano le varie coppie).

## Spagna
Sebbene l'origine della festa sembri risalire all'antica festa nobiliare europea della "puesta de largo" o "ballo delle debuttanti", che celebrava l'introduzione nella società delle ragazze in età da marito, questa festa era comune nei regni iberici Penisola sempre riservata agli strati superiori della società. Nel XX secolo, l'età da celebrare è stata spostata in concomitanza con la celebrazione della maggiore età. L'usanza raggiunse l'America ispanica, dove mise radici in tutte le classi popolari. In Spagna, invece, è gradualmente scomparsa nel corso del XX secolo. È stato reintrodotto lì dagli immigrati provenienti dall'America Latina, anche se in una versione meno formale. Tuttavia, questa versione della festa non è considerata un'usanza tipica spagnola, ma è piuttosto riservata agli immigrati.